# CADENAS
Pour les articles homonymes, voir Cadenas (homonymie).
 (mai 2010).
CADENAS est un éditeur de logiciels et prestataire de services dans le domaine de la conception assistée par ordinateur.
Depuis sa création en 1992 à Augsbourg (Allemagne), le groupe CADENAS s'est spécialisé dans les domaines suivants :
- solutions globales de gestion de composants standards ;
- création et publication de catalogues 3D ;
- bibliothèques CAO ;
- recherche et comparaison géométrique 2D/3D.

Présent en Europe, Asie et États-Unis, CADENAS touche aujourd'hui environ 30 % des utilisateurs de logiciels CAO dans le monde avec plus de 3 000 000 d'utilisateurs de ses logiciels et sites internet.